# 浙江金线兰
浙江金线兰（学名：Anoectochilus zhejiangensis）为兰科开唇兰属下的一个种。

## 扩展阅读
- 維基物種上的相關：浙江金线兰